# Регионален исторически музей (Бургас)
Вижте пояснителната страница за други значения на Регионален исторически музей.
Регионалният исторически музей в град Бургас, България

## История
Бургаският музей е създаден през 1912 г. като частен такъв към археологическо дружество „Дебелт“, съставено от интелектуалци и радетели за разкриване на историческото минало на Бургаските земи. Първи ръководител на музея е Павел Воденичаров.
В първата половина на 20 век се създават първите музейни колекции в Бургас с фокус върху археологическите ценности, намерени в земите около Бургас. Постъпват предмети от Созопол, Несебър, Карнобатско.
През 1946 г. ръководството на археологическо дружество „Дебелт“ предава музея на Общината и той е обявен за Народен музей – гр. Бургас. За директор е назначен младият учен и археолог Иван Гълъбов (1918 – 1978 г.), чийто изследвания са основополагащи за археологическата наука и съвременното музейно дело в югоизточна България. Под негово ръководство през 1951 г. е издаден първият том от „Известия на Народния музей – Бургас“. В предговора към изданието проф. Гълъбов пише „Този първи том е началото, но и документ за един приключен период на развой...“.
През 1953 г. Народният музей е трансформиран в Окръжен музей, а по-късно в Окръжна дирекция „Културно-историческо наследство“.
От 2000 г. с постановление на Министерски съвет той е утвърден за Регионален музей за Бургаска област (Регионален исторически музей Бургас – РИМ Бургас), който организира издирването, научното изследване и изучаване на културното наследство в региона, съхранява го във фондовете си и го представя пред публиката.
Под ръководството на музея се провеждат археологически проучвания на територията на цялата Бургаска област като най-известни от тях са проучванията на остров Св. Иван, античния и средновековен град Акве Калиде – Терма, крепостите Русокастро и Порос.

## Експозиция
Състои се от четири експозиции, разположени в четири отделни сгради в центъра на града:
- Археологическа
- Етнографска
- Историческа
- Природонаучна.